# Дом културе Студентски град
Дом културе Студентски град је једна од установа културе у Београду. Налази се у улици Булевар Зорана Ђинђића 179 у Студентском граду.

## Историјат
Дом културе Студентски град је отворен 24. маја 1974, оснивач су Универзитет у Београду и Универзитетски одбор Савеза студената Београда. У складу са Законом о ученичком и студентском стандарду донетим 1992. године, Дом културе Студентски град је постао установа ученичког и студентског стандарда, док су оснивачка права пренета на Владу Републике Србије. Данас раде под окриљем Министарства просвете Републике Србије. Саму зграду је пројектовао архитекта Милан Митровић по узору на југословенски модернизам. Располажу са простором површине 5000m², комплексом управне зграде 978m² са малом салом са седамдесет и седам места, великом салом 1012m² и великом галеријом, библиотеком са читаоницама 1949m², галеријом и платоом са амфитеатром и летњом позорницом са осамсто места за седење. Садрже две биоскопске сале, галеријски простор, библиотеку, архиву, два клуба, школе глуме, певања, свирања, креативног писања, сликања, филмске режије, учења језика, дигиталне писмености и бројне друге. Организују филмове, позоришне представе, концерте, изложбе, књижевне вечери, радионице и предавања, разговоре и дебате о актуелним и популарним научним и друштвеним темама и хуманитарне акције. До сада су реализовали преко 30.000 хиљада различитих програма са преко три милиона посетилаца. Организују манифестације „Балканима – Европски фестивал анимираног филма”, „Алтернативе филм – видео”, „Ћутање је злато – Фестивал немог филма”, „Фестивал блуз бендова”, Међународно студентско бијенале уметности књиге и Бијенале студентског цртежа и студентске графике Србије. Додељују награду за најбоље дело нефикцијске прозе објављено први пут у Републици Србији претходне године, 2022. су добитници Давид Албахари и Жарко Радаковић за „Књигу о фотографији”.